# 壳形狸藻
壳形狸藻（学名：Utricularia cochleata）為狸藻屬小型岩生食虫植物。其种加词“cochleata”指其壳形的弯曲花冠。其为巴西的特有种，仅存在于戈亚斯的模式产地。其岩生于瀑布周围长满青苔的岩石表面。壳形狸藻最早采集于2004年。2008年，克劳迪娅·佩蒂安·博韦（Claudia Petean Bove）正式描述了壳形狸藻。